# Тюрк Телеком
„Тюрк Телеком“ (на турски: Türk Telekom) е държавна турска телекомуникационна компания, създадена след отделянето си от Турските пощи (PTT) през 1995 г. „Тюрк Телеком Груп“ предоставя интегрирани телекомуникационни услуги за PSTN, GSM и широколентов интернет. През септември 2009 г. компаниите от „Тюрк Телеком Груп“ имат 16,8 милиона клиенти на PSTN, 6 милиона клиенти на ADSL, и 12,1 милиона клиенти на GSM. С мрежова подструктура, покриваща цялата страна, компаниите на групата предлагат широка гама от услуги на лични и корпоративни клиенти. „Тюрк Телеком“ притежава 99,9% от акциите на компаниите TTNET, Argela, Innova, Sebit A.Ş. и AssisTT и е собственик на 81% от акциите на Avea, един от трите GSM оператора в Турция. „Тюрк Телеком“ също така подкрепя[ неясно? ] албанската ALBtelecom. 61,5% от акциите на „Тюрк Телеком“ принадлежат на Turkey Wealth Fund, докато 30% от акциите принадлежат на Министерството на финансите и хазната на Турция. Останалите 15% от акциите са публично търгувани акции на Истанбулската фондова борса (BIST).
През юли 2018 г., по време на турската валутна и дългова криза, турски и международни банки поемат контрола над „Тюрк Телеком“ поради милиарди долари неплатен дълг. Кредиторите създават дружество със специална цел, за да придобият компанията, докато се опитват да разрешат най-голямото неизпълнение на дълга в историята на Турция.
От 2011 до 2021 г. компанията държи правата за именуване на комплекса Ali Sami Yen, ползван от ФК „Галатасарай“.